# Bombus magnus
Espèce
Statut de conservation UICN

 LC  : Préoccupation mineure
Bombus magnus est une espèce de bourdons que l'on trouve dans toute l'Europe.